# Kanton Castanet-Tolosan
Castanet-Tolosan is een kanton van het Franse departement Haute-Garonne. Het kanton maakt deel uit van het arrondissement Toulouse.

## Gemeenten
Het kanton Castanet-Tolosan omvat de volgende gemeenten:
- Aureville
- Auzeville-Tolosane
- Auzielle
- Castanet-Tolosan (hoofdplaats)
- Clermont-le-Fort
- Goyrans
- Labège
- Lacroix-Falgarde
- Mervilla
- Péchabou
- Pechbusque
- Rebigue
- Saint-Orens-de-Gameville
- Vieille-Toulouse
- Vigoulet-Auzil

Bij de herindeling van de kantons 2014-2015 bleef dit kanton ongewijzigd.